# 讓正義得以伸張
讓正義得以伸張為拉丁語法律術語。

## 現代使用
Fiat Justitia為英國皇家空軍憲兵及東加勒比最高法院的座右銘，亦為牛津大學納菲爾德學院及斯里蘭卡法學院的校訓。
Let Right Prevail為安大略省律師會的銘言。